# Tímea
A Tímea Jókai Mór által alkotott női név. Először Az arany ember című regényében tűnt fel, Timéa alakban, vélhetően a görög Euthümia névből alkotta. Az eredeti görög név elemeinek jelentése: jó és tisztelet.
Nem tudjuk pontosan, hogy az alábbi ókori példák hatottak-e Jókaira. A latinos írásmóddal Timaea (a magyarországi latin hagyományos kiejtésmódja szerint pedig épp Timéa) nevű spártai királynő II. Agisz spártai király felesége volt, és szerelmi kapcsolatba csábította/szorította őt a kicsapongó életű Alkibiadész. Természetesen Plutarkhosz műve már Jókai korában is ismert volt, és e név más okból sem volt ismeretlen: a Timaea név épp a Timaeus név nőnemű párja, Timaeus pedig épp Platón híres dialógusának címe (latinosított formában, eredeti görög alakjában Timaiosz).

## Gyakorisága
A Tímea az 1970-es és 1980-as években volt a legnépszerűbb, de még a 90-es években is igen gyakori volt, a 2000-es években a 32–52., 2010-ben a 46. leggyakoribb női név.

## Névnapok
- január 20.[3]
- március 11.[3]
- május 3.[3]

## Híres Tímeák
- Alszászi Tímea (MC Ducky) rapper
- Babos Tímea teniszező
- Bacsinszky Tímea magyar származású svájci teniszezőnő
- Erdélyi Tímea színésznő
- Főfai Tímea válogatott labdarúgó
- Gál Tímea válogatott labdarúgó
- Horváth Tímea költő, újságíró
- Juhász Tímea világbajnok röplabdázó, táncbajnok
- Kovács Tímea énekesnő
- Nagy Tímea olimpiai bajnok párbajtőrvívó
- Paksy Tímea kilencszeres világbajnok kajakozó
- Pénzes Tímea költő, író, műfordító, újságíró
- Rába Tímea modell, műsorvezető
- Ragoncsa Tímea világbajnok íjász
- Rostás-Farkas Tímea író, költő, újságíró
- Sági Tímea szinkronszínész
- Szabó Tímea politikus
- Tóközi Tímea labdarúgó
- Tóth Tímea válogatott kézilabdázó
- Turi Tímea költő, író, újságíró